# 경안여객
경안여객(慶安旅客)은 경상북도 안동시의 시내버스 운수 회사이다. 경상북도 안동시 관광단지로 66 (용상동)에 있으며 안동시에서 가장 오래된 시내버스 업체이다.

## 연혁
- 1960년 10월 6일: 회사 설립

## 현재 보유 차량

#### 자일대우버스
- 자일대우 NEW BS090
- 자일대우 NEW BS106
- 자일대우 NEW BS110

#### 현대자동차
- 현대 일렉시티

## 운행 노선
시내 일반 노선에는 모두 안동버스, 동춘여객과 함께 공동 배차에 참여하고 있으며, 33개의 노선을 운행하는 시내버스가 안동버스, 동춘여객과 함께 1일 간격으로 순환하면서 공동배차에 참여하고 있다.

## 같이 보기
- 안동버스
- 동춘여객